# Roy Watson
Roy Watson (Richmond, 6 agosto 1876 – Los Angeles, 7 giugno 1937) è stato un attore statunitense dell'era del muto.
Ha recitato in 121 film tra il 1911 e il 1935. Nato a Richmond, in Virginia, è morto a Hollywood, in California.

## Filmografia parziale
- The Polo Substitute, regia di Colin Campbell - cortometraggio (1912)
- Nan of the Woods, regia di Fred Huntley - cortometraggio (1913)
- John Bousall of the U.S. Secret Service (o The Detective and the Girl), regia di E.A. Martin - cortometraggio (1913)
- The Adventures of Kathlyn, regia di Francis J. Grandon (1916)
- The Sole Survivor, regia di Francis J. Grandon - cortometraggio (1917)
- Between Man and Beast, regia di Colin Campbell - cortometraggio (1917)